# Arthur Strasser
Arthur Strasser (13. februar 1854 i Adelsberg i Krain — 8. november 1927 i Wien) var en østerrigsk billedhugger.
Strasser uddannedes på Wiens Akademi samt under Pilz og Kundmann og blev 1900 professor ved den kunstindustrielle skole i Wien.
Strasser har vundet navn ved sin polykrome skulptur, der interesserer både etnografisk (skildringer af orientalsk liv) og kunstnerisk ved skarp og levende karakteristik: mange lerstatuetter, bronzefigurer m. m.
Bland hans værker må nævnes: Ægyptisk vandbærerske (Prags Rudolfinum), Gravens Hemmelighed, En Indiers bøn, Gåsepige, Japaneserinde osv.
Strasser har mest arbejdet i lille målestok. Til hans større værker hører: Løver og løvinder, Amazonedronningen Myrina (siddende mellem sine to yndlingstigre) og hovedværket Marcus Antonius triumftog (1895 udmærkelse på secessionsudstillingen i Wien, æresmedaille 1900 i Paris).